# Hisel
Hisel település Németországban, Rajna-vidék-Pfalz tartományban. Lakosainak száma 28 fő (1975. december 31.).

## Népesség
A település népességének változása:

| 1975 | 28 |